# André Gouzes
Pour les articles homonymes, voir Gouzes.
André Gouzes, né le 6 juin 1943 à Brusque (Aveyron), et mort le 23 août 2024 à Gramond (Aveyron), est un religieux dominicain français, musicien auteur de chants liturgiques chrétiens.

## Biographie
André Gouzes s'initie à la musique dès son enfance sur les bancs de l'église de Brusque.
De 1961 à 1963, il est élève dans le collège dominicain de Sorèze dans le Tarn.
À l’âge de vingt ans, il entre dans l’Ordre des frères prêcheurs, poursuit des études de théologie et de musique à Paris, avant d'être envoyé à l’université de Montréal, au Canada, pour parachever sa formation.
Il termine son noviciat au couvent dominicain de Rangueil. Il est ordonné prêtre en 1974.
Chantre du couvent dominicain de Rangueil, Toulouse, de 1969 à 1975, André Gouzes y débute, aidé de Jean-Philippe Revel et Daniel Bourgeois, la création de la Liturgie tolosane des Prêcheurs, devenue ensuite la Liturgie chorale du Peuple de Dieu, un corpus liturgique de plus de 3 000 pages. Ce travail sur le patrimoine musical liturgique s’inspire de certaines traditions musicales du christianisme (chant grégorien, polyphonie ancienne, choral protestant mais aussi modalités byzantines). Il comprend de nombreuses messes composées pour la liturgie catholique, comme la messe de Rangueil, la messe de l'Ermitage (inspiré de la tradition musicale byzantine), la messe de Sylvanès, la messe des familles, ou encore la messe de Saint Jacques. Au total, il a composé plus de 1 700 chants publiés dans 35 albums.
À partir de 1975, il restaure et anime l'abbaye de Sylvanès, lieu important de l'art cistercien en Aveyron. Il est alors directeur du Centre de formation à la liturgie et au chant sacré de l'abbaye de Sylvanès. Le lieu est visité par plusieurs dizaines de milliers de personnes chaque année, notamment à l'occasion du Festival international de musique sacrée fondé par Gouzes.
Le 23 janvier 2005, le frère André Gouzes est reçu à l'Académie des Jeux floraux de Toulouse, institution fondée en 1323.
En 2006, André Gouzes est nommé Chevalier de la Légion d'honneur pour l'ensemble de son œuvre musicale.
En janvier 2018, la dégradation de son état de santé conduit à son entrée en établissement spécialisé dans l’accueil de personnes atteintes de la maladie d’Alzheimer,.
Il meurt dans la nuit du 22 au 23 août 2024 à Gramond,.

## Mise en cause pour viol sur mineur
Le 4 mai 2022, les dominicains de la Province de Toulouse annoncent que des violences sexuelles ont été commises par plusieurs membres de la congrégation et appellent d'éventuelles autres victimes à se faire connaître. 
Deux jours plus tard, le 6 mai 2022, André Gouzes est mis en cause dans une affaire de viol sur mineur présumée qui remonterait à la fin des années 2000. D'après un signalement effectué par ses supérieurs à l'automne 2021, le prêtre aurait obligé un enfant, entre ses 4 et 6 ans, à lui faire des fellations. L'enfant habitait avec sa famille près de l'abbaye de Sylvanès et son père était proche d'André Gouzes. 
Les dominicains de la province de Toulouse lancent un appel à témoignages. L'enquête est suivie par le parquet de Rodez et un juge d'instruction est nommé par le procureur de Montpellier.
À la suite de ces accusations, certaines œuvres musicales de Gouzes sont retirées du répertoire de plusieurs chorales,.
Son décès en 2024 met fin à l'action publique, et son état de santé ne lui avait pas permis de répondre aux accusations à son encontre. Le fondateur de l'association Parler et Revivre, qui a recueilli le témoignage de cette victime présumée et a également enquêté sur les violences sexuelles commises par un autre prêtre à Sylvanès, estime qu'« André Gouzes était quelqu'un de très respecté, avec une certaine aura, du charisme, les gens ont eu peur de parler ». 

## Œuvres
- Sylvanès : histoire d'une passion, éditions Desclée de Brouwer, 1991, 158 p.. 
  - Nouvelle édition en collaboration avec René Poujol, 2010, 240 pages  (ISBN 978-2-220-06215-0)
- Le rosaire de Fra Angelico : méditations de Catherine de Sienne, prières du frère André Gouzes, photographies de Helmuth Nils Loose, commentaires iconographiques du frère Élie-Pascal Épinoux, Éditions du Cerf, 1995, 96 pages  (ISBN 2-204-05196-9)
- Une Église condamnée à renaître, entretiens avec Philippe Baud, Éd. Saint-Augustin, 2001, 186 pages  (ISBN 2-88011-233-8)
- Le chant du cœur : conversations sur la foi, entretien avec Philippe Verdin, Éditions du Cerf, 2003, 144 pages  (ISBN 2-204-07251-6)
- La nuit lumineuse : initiation au mystère de Pâques, Paris, Bayard, 2004  (ISBN 2-227-47334-7)

1 livre (170 pages) + 1 disque compact comprenant des extraits des offices de la Semaine sainte et de Pâques à l'Abbaye de Sylvanès

## Distinctions
- Chevalier de la Légion d'honneur (décret du 31 décembre 2005[17])
- Chevalier de l'ordre national du Mérite
- Officier de l'ordre des Arts et des Lettres